# Konservative Annahme
Eine konservative Annahme ist eine Annahme, Hypothese, Vereinfachung oder Approximation aufgrund von Tatsachen, Erfahrung, Intuition, Linearisierung, Grenzwertbetrachtungen oder ähnlichem. Eine konservative Annahme liegt auf der sicheren Seite. Sie stellt oftmals eine Vereinfachung dar, welche auch zur Überbrückung von Daten- oder Verständnislücken verwendet werden kann.

## In verschiedenen Bereichen

### Im Ingenieurwesen
Im Ingenieurwesen werden oft Annahmen für Randbedingungen, Voraussetzungen, Theorien oder Kennwerte getroffen. Eine solche Annahme nennt man konservativ, wenn sie die Anforderungen bezüglich der Sicherheitsreserven enthält. Eine konservative Annahme ist eine Vereinfachung, die nicht auf der unsicheren Seite liegt, d. h. sie kann zwar in gewissen Fällen mit der exakten Berechnung übereinstimmen, aber sie kann auch auf der sicheren Seite überdimensionieren. 

### Im Bauwesen
In der heutigen Normung werden in der Lebenszeit eines Gebäudes geringe Versagenswahrscheinlichkeiten ({\displaystyle \approx 10^{-6}}) gefordert. Deshalb werden in der Berechnung oftmals Lasten über dem Erwartungswert angenommen, um Streuungen auszugleichen. Dies sind jedoch keine konservativen, sondern ungünstige Annahmen (s. u.).
Eine konservative Annahme sagt aus, dass man eine Vereinfachung trifft (d. h. nicht mehr die volle Komplexität betrachtet), die das geforderte Sicherheitsniveau sicher einhält und damit in einigen Fällen zu einer Überdimensionierung führen könnte.
Bei einer Überdimensionierung erfüllt das Bauteil höhere Anforderungen und wird dann oftmals dicker, breiter, enthält mehr Bewehrung, mehr Aussteifungen, bessere Materialqualität, kleinere Imperfektionen, bessere Kerbklasse etc. Damit liegt man auf der sicheren Seite.
Würde man dagegen die Annahme der Anforderungen unter der maximalen erwarteten Belastung ansiedeln, so wäre die Bemessung zu schwach, und man läge auf der unsicheren Seite.

### In der Wirtschaft
Der Begriff wird auch in wirtschaftlichen Zusammenhängen benutzt, z. B. im Bankwesen, und hat bereits Eingang in die Umgangssprache gefunden.
Der Begriff stellt eine Schätzung dar, die auf Vorsicht bedacht ist, oder ein Worst-Case-Szenario. Es kann in der Risikobewertung angewendet werden, um etwas als auf der ungünstigen Seite liegend abzuschätzen.

### In der Radiologie
In der Radiologie wird eine konservative Annahme so definiert, dass die Auswirkungen auf Mensch und Umwelt mit hoher Wahrscheinlichkeit überschätzt werden.

## Unterschied zu ungünstigen Annahmen
Ungünstige Annahmen stellen keine Vereinfachung dar, sondern einen für den Bemessungslastfall relevanten Fall. Man bezeichnet Belastungen als ungünstig, wenn sie für den jeweiligen Lastfall die Ausnützung steigern.
Selbst wenn man von einem Einzelstab ausgeht, können unzählige Lastfälle maßgeblich werden, da es nicht nur unterschiedliche Schnittkraftkombinationen gibt (Normalkraft, Biegemoment, Querkraft), sondern auch weil die Schnittgrößen an jeder Stelle des Stabes eingehalten werden müssen, was insbesondere bei Abstufungen maßgeblich wird, z. B. bei angeschweißten Blechen.

## Nachweise
1. 1 2  Spezifische Auslegungsgrundsätze für geologische Tiefenlager und Anforderungen an den Sicherheitsnachweis. Eidgenössisches Nuklearsicherheitsinspektorat ENSI, April 2009, archiviert vom Original (nicht mehr online verfügbar) am 15. September 2015; abgerufen am 6. April 2017.
2. 1 2  Glossary. European Food Safety Authority, abgerufen am 6. April 2017.